# Fons de les Nacions Unides per a la Infància
El Fons de les Nacions Unides per a la Infància (en anglès, United Nations International Children's Emergency Fund) o UNICEF és un programa de l'Organització de les Nacions Unides (ONU), amb base a Nova York, que proveeix ajuda humanitària i de desenvolupament a nens i mares en països en desenvolupament. És un dels membres i la comissió executiva de la United Nations Development Group.
Originalment va ser creat el 1946 amb el nom de United Nations International Children's Emergency Fund (UNICEF), en català: “Fons Internacional d'Emergència de les Nacions Unides per a la Infància", per ajudar els nens d'Europa després de la Segona Guerra Mundial. El metge polonès Ludwik Rajchman és àmpliament considerat el fundador d'UNICEF i en fou el primer president, des del 1946 fins al 1950. Per suggeriment de Rajchman, l'estatunidenc Maurice Pate fou nomenat el seu primer director executiu i es mantingué en el càrrec des del 1947 fins a la seva mort el 1965.
El 1953, UNICEF es converteix en organisme permanent dins el sistema de l'ONU, encarregat d'ajudar els nens i protegir els seus drets. El seu nom va ser reduït al nom actual, però se’n va mantenir l'acrònim original.
UNICEF treballa en més de 190 països i territoris a través de diferents programes i Comitès Nacionals. La base sobre la qual guia el seu treball és la Convenció sobre els Drets de l'Infant i la seva tasca està centrada en cinc esferes prioritàries de treball: la supervivència i el desenvolupament infantil, l'educació i la igualtat de gènere, la infància i el VIH/Sida, la protecció infantil i la promoció de polítiques i aliances.
La manera de dur a terme aquestes tasques és a través d'una combinació de programes de cooperació amb els governs nacionals i una planificació en funció dels resultats aconseguits. Amb aquest propòsit, du a terme una tasca de recopilació i anàlisi de dades sobre la situació dels nens, les nenes i les dones, a més de mantenir i actualitzar bases mundials de dades. Es preocupa especialment de les repercussions que tenen sobre la infància les diferents polítiques socials i econòmiques que s'adopten. Compta amb el Centre d'Investigacions Innocenti, que elabora les seves pròpies investigacions sobre la infància. També s'avaluen i s'analitzen les actuacions dutes a terme en el terreny amb la finalitat de determinar bones pràctiques i lliçons apreses.
Altres tasques principals d'UNICEF són actuar en situacions d'emergència amb l'objectiu de salvar vides, alleujar el sofriment i protegir els drets dels nens i nenes. Per la qual cosa, du a terme campanyes d'adquisició de subministraments que seran destinats tant als programes de desenvolupament com a les actuacions en situacions d'emergència.
UNICEF treballa en 193 països i territoris per ajudar a garantir als infants el dret a sobreviure i a desenvolupar-se des de la primera infància fins a l'adolescència, proporcionant aliments, roba i atenció mèdica als nens del món als països on fan aquestes tasques; i ha intentat, així mateix, satisfer les seves altres necessitats. UNICEF és el principal proveïdor de vacunes per als països en desenvolupament; treballa per millorar la salut i la nutrició de la infància, l'abastament d'aigua i el sanejament de qualitat, l'educació bàsica de qualitat per a tots els nens i nenes; i per la seva protecció contra la violència, l'explotació i la VIH/Sida.
UNICEF està finançat íntegrament per les contribucions voluntàries d'individus, empreses, fundacions i governs. Se li va atorgar el Premi Nobel de la Pau el 1965; i el Premi Príncep d'Astúries de la Concòrdia, el 2006.

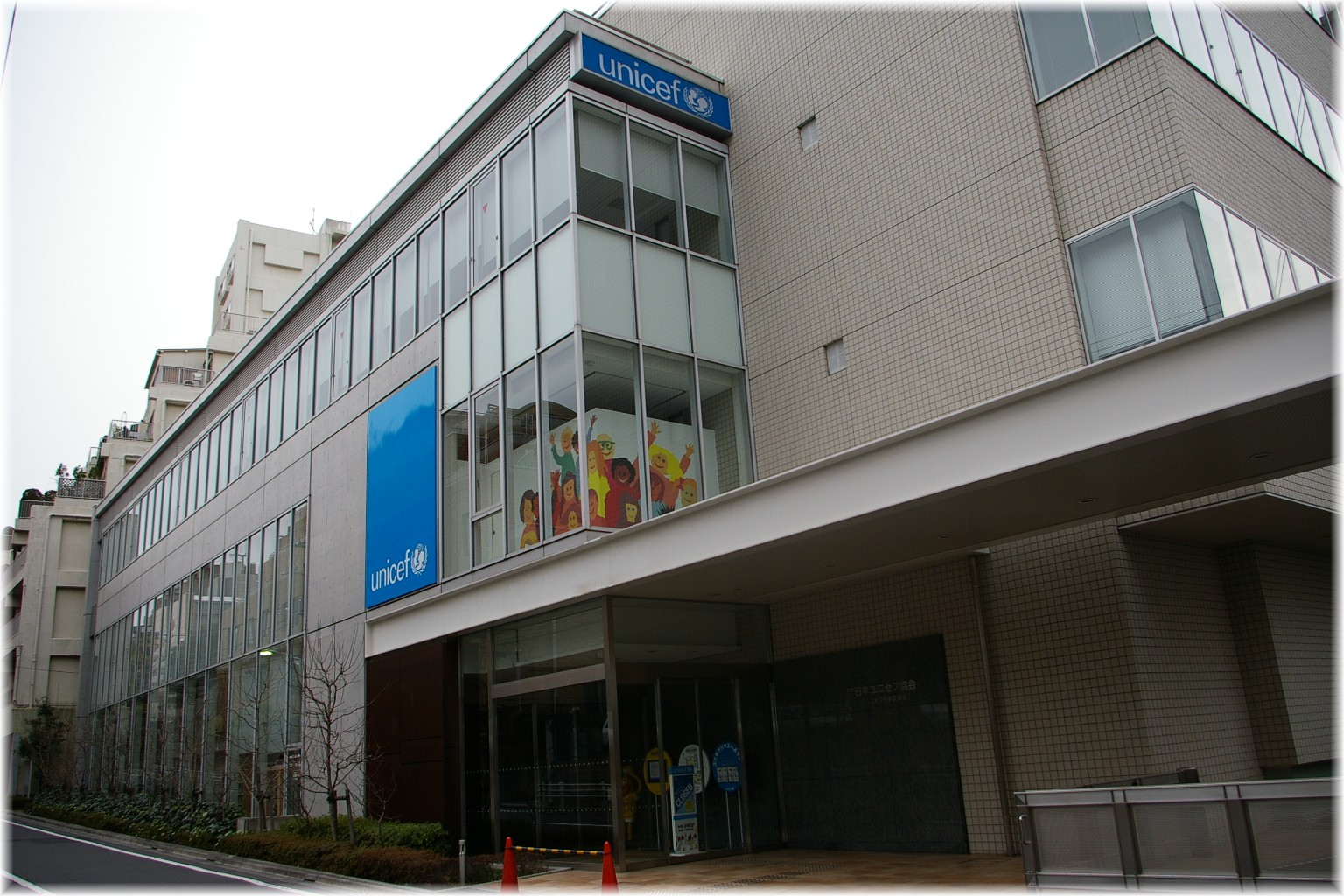
Seu central de l'UNICEF

## Prioritats
L'UNICEF ajuda principalment en zones d'extrema pobresa, especialment a Àfrica i a altres latituds del món. Està enfocada principalment en 5 prioritats:
- La supervivència i el desenvolupament de la infància.
- L'Educació Bàsica i la igualtat de gènere, incloent-hi l'educació de les nenes.
- La protecció dels nens i les nenes contra la violència, l'explotació i l'abús.
- La Sida i els nens i nenes.
- Polítiques de vigilància dels drets dels nens i les nenes.

Les àrees d'acció de l'UNICEF inclouen el desenvolupament en la infantesa primerenca, el desenvolupament en l'adolescència, i la participació en els patrons de vida basant-se en l'educació.

## Educació

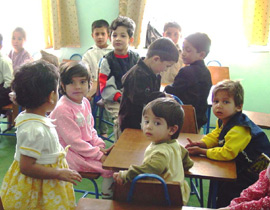
Nens d'educació infantil

Emprèn intervencions avalades per a millorar la vida de totes les persones, incloent-hi els nens i les nenes. L'educació dels i de les joves i les dones redunda en importants beneficis per a les generacions, tant presents com futures.
L'objectiu de l'UNICEF en l'educació és dur l'escola a més nens i nenes, vetllar per la seva permanència i que disposin dels equipaments bàsics adequats necessaris per a la seva vida posterior.
Els esforços són constants pel fet de voler assegurar a cada nen i nena del món el dret que té a l'educació. L'estratègia d'acceleració en la matriculació de les nenes s'ha fet en almenys 25 països durant el període 2002-2007.

## Immunització

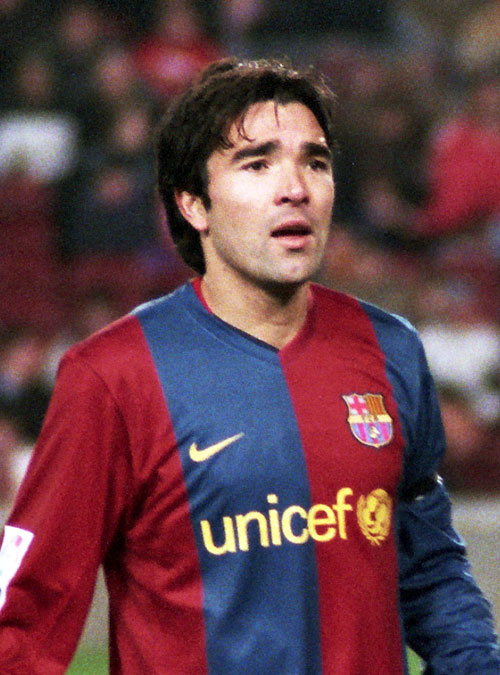
Deco duent la samarreta del FC Barcelona amb el logotip de l'UNICEF

La immunització és matèria directa en la qual intervé l'UNICEF, dintre de la qual ha inclòs millores en la salut dels nens i les nenes del món, almenys durant els últims 20 anys.
No obstant això, cada any, més de 2 milions de nens i nenes moren per malalties que s'haurien pogut prevenir mitjançant l'aplicació oportuna de vacunes econòmiques.

## Patrocinis
Per tal d'incrementar els seus fons i la seva promoció arreu del món, ha iniciat una campanya de patrocinis amb esportistes i clubs esportius. El 7 de setembre de 2006, l'UNICEF i el Futbol Club Barcelona acordaren la cessió del 0,7% dels guanys totals del club català per lluir el logotip de l'UNICEF a la samarreta del Barça. 